# Cărțile Bibliei
Cărțile Bibliei sunt enumerate în mod diferit în canoanele iudaismului sau de bisericile: romano-catolică, protestantă, ortodoxă greacă, ortodoxă slavonă, georgiană, apostolică armeană, siriacă sau de cea etiopiană, deși există o asemănare substanțială. Un tabel comparând canoanele unora dintre aceste tradiții apare mai jos, comparând Biblia ebraică cu Vechiul Testament creștin și cu Noul Testament. Pentru o discuție detaliată a diferențelor, a se vedea "canonul biblic".

## Vechiul Testament
| Tanakh (Biblia ebraică) (24 cărți)       | Vechiul Testament protestant (39 cărți)       | Vechiul Testament catolic (46 cărți)          | Vechiul Testament ortodox (51 cărți)          | Limba originală        |
| ---------------------------------------- | --------------------------------------------- | --------------------------------------------- | --------------------------------------------- | ---------------------- |
| Torah                                    | Pentateuch sau Cele cinci cărți ale lui Moise | Pentateuch sau Cele cinci cărți ale lui Moise | Pentateuch sau Cele cinci cărți ale lui Moise |                        |
| Bereishit                                | Geneza                                        | Geneza                                        | Geneza                                        | ebraică                |
| Shemot                                   | Exodul                                        | Exodul                                        | Exodul                                        | ebraică                |
| Vayikra                                  | Levitic                                       | Levitic                                       | Levitic                                       | ebraică                |
| Bamidbar                                 | Numeri                                        | Numeri                                        | Numeri                                        | ebraică                |
| Devarim                                  | Deuteronom                                    | Deuteronom                                    | Deuteronom                                    | ebraică                |
| Nevi'im                                  | Cărți istorice                                | Cărți istorice                                | Cărți istorice                                |                        |
| Yehoshua                                 | Joshua                                        | Joshua (Josue)                                | Iosua (Iesous)                                | ebraică                |
| Shofetim                                 | Judecători                                    | Judecători                                    | Judecători                                    | ebraică                |
| vezi mai jos                             | Rut                                           | Rut                                           | Rut                                           | ebraică                |
| Samuel                                   | 1 Samuel                                      | 1 Samuel (1 Regi)                             | 1 Samuel (1 Regi)                             | ebraică                |
| Samuel                                   | 2 Samuel                                      | 2 Samuel (2 Regi)                             | 2 Samuel (2 Regi)                             | ebraică                |
| Melakhim                                 | 1 Regi                                        | 1 Regi (3 Regi)                               | 1 Regi (3 Regi)                               | ebraică                |
| Melakhim                                 | 2 Regi                                        | 2 Regi (4 Regi)                               | 2 Regi (4 Regi)                               | ebraică                |
| vezi mai jos                             | 1 Cronici                                     | 1 Cronici (1 Paralipomenon)                   | 1 Cronici (1 Paralipomenon)                   | ebraică                |
| vezi mai jos                             | 2 Cronici                                     | 2 Cronici (2 Paralipomena)                    | 2 Cronici (2 Paralipomena)                    | ebraică                |
|                                          |                                               |                                               | 1 Ezra                                        | ebraică                |
| vezi mai jos                             | Ezra                                          | Ezra (1 Ezra)                                 | Ezra (2 Ezra)                                 | ebraică și aramaică    |
| vezi mai jos                             | Neemia                                        | Neemia (2 Ezra)                               | Neemia (2 Ezra)                               | ebraică                |
|                                          |                                               | Tobit                                         | Tobit                                         | aramaică (și ebraică?) |
| Iudita                                   | Iudita                                        | ebraică                                       |                                               |                        |
| vezi mai jos                             | Estera                                        | ebraică                                       | Estera                                        | Estera                 |
|                                          |                                               | ebraică                                       | 1 Macabei (1 Machabei)                        | 1 Macabei              |
| 2 Macabei (2 Machabei)                   | 2 Macabei                                     | greacă                                        |                                               |                        |
|                                          | 3 Macabei                                     | greacă                                        |                                               |                        |
| 4 Macabei                                |                                               | greacă                                        |                                               |                        |
|                                          | Cărți poetice                                 |                                               |                                               |                        |
| vezi mai jos                             | Iov                                           | Iov                                           | Iov                                           | ebraică                |
| vezi mai jos                             | Psalmi                                        | Psalmi                                        | Psalmi                                        | ebraică                |
|                                          |                                               |                                               | Rugăciunea lui Manase                         | greacă                 |
| vezi mai jos                             | Proverbe                                      | Proverbe                                      | Proverbe                                      | ebraică                |
| vezi mai jos                             | Ecleziast                                     | Ecleziast                                     | Ecleziast                                     | ebraică                |
| vezi mai jos                             | Cântarea Cântărilor                           | Cântarea Cântărilor (Canticle of Canticles)   | Cântarea Cântărilor (Aisma Aismaton)          | ebraică                |
|                                          |                                               | Înțelepciunea                                 | Înțelepciunea                                 | greacă                 |
| Sirach (Ecleziast)                       | Sirach                                        | ebraică                                       |                                               |                        |
|                                          | Cărțile profetice majore                      |                                               |                                               |                        |
| Yeshayahu                                | Isaia                                         | Isaia (Isaias)                                | Isaia                                         | ebraică                |
| Yirmeyahu                                | Ieremia                                       | Ieremia (Jeremias)                            | Ieremia                                       | ebraică și aramaică    |
| vezi mai jos                             | Plângerile                                    | Plângerile                                    | Plângerile                                    | ebraică                |
|                                          |                                               | Baruh                                         | Baruh                                         | ebraică                |
| Scrisoarea lui Ieremia                   | greacă (opinia majorității)                   | Baruh                                         |                                               |                        |
| Yekhezqel                                | Ezekiel                                       | Ezekiel (Ezechiel)                            | Ezechiel                                      | ebraică                |
| vezi mai jos                             | Daniel                                        | Daniel                                        | Daniel                                        | ebraică și aramaică    |
|                                          | Profeți minori                                |                                               |                                               |                        |
| Doisprezece profeți minori sau Trei Asar | Hosea                                         | Hosea (Osee)                                  | Osea                                          | ebraică                |
| Doisprezece profeți minori sau Trei Asar | Ioel                                          | Ioel                                          | Ioel                                          | ebraică                |
| Doisprezece profeți minori sau Trei Asar | Amos                                          | Amos                                          | Amos                                          | ebraică                |
| Doisprezece profeți minori sau Trei Asar | Obadia                                        | Obadia (Abdias)                               | Obadia                                        | ebraică                |
| Doisprezece profeți minori sau Trei Asar | Iona                                          | Iona (Jonas)                                  | Iona                                          | ebraică                |
| Doisprezece profeți minori sau Trei Asar | Mica                                          | Mica (Micheas)                                | Mica                                          | ebraică                |
| Doisprezece profeți minori sau Trei Asar | Nahum                                         | Nahum                                         | Nahum                                         | ebraică                |
| Doisprezece profeți minori sau Trei Asar | Habacuc                                       | Habakkuk (Habacuc)                            | Habacuc                                       | ebraică                |
| Doisprezece profeți minori sau Trei Asar | Țefania                                       | Țefania (Zephaniah sau Sophonias)             | Țefania                                       | ebraică                |
| Doisprezece profeți minori sau Trei Asar | Hagai                                         | Hagai (Aggeus)                                | Hagai                                         | ebraică                |
| Doisprezece profeți minori sau Trei Asar | Zaharia                                       | Zaharia (Zacharias)                           | Zaharia                                       | ebraică                |
| Doisprezece profeți minori sau Trei Asar | Maleahi                                       | Maleahi (Malachias)                           | Maleahi                                       | ebraică                |
| Ketuvim                                  |                                               |                                               |                                               |                        |
| Tehillim (Psalmi)                        |                                               |                                               |                                               | ebraică                |
| Mishlei (Proverbe)                       |                                               |                                               |                                               | ebraică                |
| Iyov (Iov)                               |                                               |                                               |                                               | ebraică                |
| Shir Hashirim (Cântarea Cântărilor)      |                                               |                                               |                                               | ebraică                |
| Rut                                      |                                               |                                               |                                               | ebraică                |
| Eikhah (Plângerile)                      |                                               |                                               |                                               | ebraică                |
| Qoheleth (Ecleziast)                     |                                               |                                               |                                               | ebraică                |
| Estera                                   |                                               |                                               |                                               | ebraică                |
| Daniel                                   |                                               |                                               |                                               | ebraică și aramaică    |
| Ezra-Neemia                              |                                               |                                               |                                               | ebraică și aramaică    |
| Divrei Hayamim (Cronici)                 |                                               |                                               |                                               | ebraică                |

## Noul Testament
| Noul Testament catolic, ortodox, protestant | Biblia luterană tradițională | Noul Testament siriac | Limba originală (greaca Koine)          |
| Evanghelii canonice                         |                              |                       |                                         |
| Matei                                       | Matei                        | Matei                 | Greacă (părerea majorității: vezi nota) |
| Marcu                                       | Marcu                        | Marcu                 | Greacă                                  |
| Luca                                        | Luca                         | Luca                  | Greacă                                  |
| Ioan                                        | Ioan                         | Ioan                  | Greacă                                  |
| Istoria apostolilor                         |                              |                       |                                         |
| Faptele                                     | Faptele                      | Faptele               | Greacă                                  |
| Epistolele Apostolului Pavel                |                              |                       |                                         |
| Romani                                      | Romani                       | Romani                | Greacă                                  |
| 1 Corinteni                                 | 1 Corinteni                  | 1 Corinteni           | Greacă                                  |
| 2 Corinteni                                 | 2 Corinteni                  | 2 Corinteni           | Greacă                                  |
| Galateni                                    | Galateni                     | Galateni              | Greacă                                  |
| Efeseni                                     | Efeseni                      | Efeseni               | Greacă                                  |
| Filipeni                                    | Filipeni                     | Filipeni              | Greacă                                  |
| Coloseni                                    | Coloseni                     | Coloseni              | Greacă                                  |
| 1 Tesaloniceni                              | 1 Tesaloniceni               | 1 Tesaloniceni        | Greacă                                  |
| 2 Tesaloniceni                              | 2 Tesaloniceni               | 2 Tesaloniceni        | Greacă                                  |
| 1 Timotei                                   | 1 Timotei                    | 1 Timotei             | Greacă                                  |
| 2 Timotei                                   | 2 Timotei                    | 2 Timotei             | Greacă                                  |
| Tit                                         | Tit                          | Tit                   | Greacă                                  |
| Filimon                                     | Filimon                      | Filimon               | Greacă                                  |
| Epistole, în general                        |                              |                       |                                         |
| Evrei                                       | Evrei                        | Evrei                 | Greacă                                  |
| Iacob                                       | Iacob                        | Iacob                 | Greacă                                  |
| 1 Petru                                     | 1 Petru                      | 1 Petru               | Greacă                                  |
| 2 Petru                                     | 2 Petru                      | 2 Petru               | Greacă                                  |
| 1 Ioan                                      | 1 Ioan                       | 1 Ioan                | Greacă                                  |
| 2 Ioan                                      | 2 Ioan                       | 2 Ioan                | Greacă                                  |
| 3 Ioan                                      | 3 Ioan                       | 3 Ioan                | Greacă                                  |
| Iuda                                        | Iuda                         | Iuda                  | Greacă                                  |
| Apocalipsa                                  |                              |                       |                                         |
| Revelația                                   | Revelația                    | Revelația             | Greacă                                  |

1. 1 2 3 4 5  Four New Testament works were questioned or "spoken against" by Martin Luther, and he changed the order of his New Testament to reflect this, but he did not leave them out, nor has any Lutheran body since. Traditional German "Luther Bibles" are still printed with the New Testament in this changed "Luther Bible" order.
2. 1 2 3 4 5 6  The Peshitta, the traditional Syriac Bible, excludes 2 Peter, 2–3 John, Jude, and Revelation, but Bibles of the modern Syriac Orthodox Church include later translations of those books. Still today the lectionary followed by the Syrian Orthodox Church, present lessons from only the twenty-two books of Peshitta.
3. ↑  See Rabbinical translations of Matthew. Most modern scholars consider the Gospel of Matthew to have been composed in Koine Greek, see Language of the New Testament. According to tradition as expressed by Papias of Hierapolis, writing in the late first or early second centuries, the Gospel was originally composed in the "Hebrew dialect" (which at the time was largely the related Aramaic) and then translated into Greek (Eusebius, "Ecclesiastical History", 3.39.15-16; Epiphanius of Salamis, Panarion 30:3). According to Jerome, Hebrew manuscripts of Matthew were extant while he was translating the Vulgate: "Matthew ... composed a gospel of Christ at first published in Judea in Hebrew for the sake of those of the circumcision who believed, but this was afterwards translated into Greek though by what author is uncertain. The Hebrew itself has been preserved until the present day in the library at Caesarea which Pamphilus so diligently gathered (St Jerome, "On Illustrious Men", Chapter 3).